# Чернавский район (Рязанская область)
Чернавский район — территориально-административная единица РСФСР, существовавшая с 1929 по 1959 год.
Чернавский район был образован 12 июля 1929 года в составе Тульского округа Московской области на территории бывшей Чернавской волости Скопинского уезда Рязанской губернии и некоторых прилегающих местностей. В состав района вошли сельсоветы: Богородицкий, Боршевский, Бугровский, Гаевский, Гороховский, Даниловский, Екатериновский, Змеевский, Кикинский, Княжевский, Липяговский, Марьинский, Новоалександровский, Озерский, Павловский, Потаповский, Прямоглядовский, Ухтомский, Чернаво-Высельский, Чернавский.
3 апреля 1936 года из Горловского района в Чернавский были переданы Жерновский и Топильский с/с.
26 сентября 1937 года Чернавский район был включён в состав Рязанской области.
В ноябре 1941 года в Чернавский район вошли немецко-фашистские захватчики. По итогам оккупации было взорвано и разрушено: радиоузел, районный клуб, больница, дом райкома ВКП(б) и райисполкома, разрушены почти все школы в районе, причем в 18 школах полностью уничтожены все парты и наглядные пособия. На почте уничтожена вся аппаратура. Разграблено товара на сумму более 1 млн руб.
В 1958 году Чернавский район был упразднён, а его территория передана в Милославский район.